# Valor intrínsec
El valor intrínsec és un imperatiu ètic i filosòfic de propietat. És l'ètica o valor filosòfic que un objecte té "en si" o "pel seu propi bé", com una propietat intrínseca. Un objecte amb un valor intrínsec pot ser considerat com un fi o un fi en si mateix.
Se posa en contrast amb valor instrumental (o valor extrínsec), valor del qual depèn de la quantitat que genera un valor intrínsec. Per un eudemonista, la felicitat té un valor intrínsec, mentre que una familia pot no tenir valor intrínsec, en canvi, sí un paper decisiu, ja que genera la felicitat. El valor intrínsec és un terme emprat en l'axiologia, l'estudi de la qualitat o valor.

## Terminologia

### Altres noms
Altres noms pel valor intrínsec són el valor terminal, valor essencial, principal valor o importància definitiva. Es pot veure també l'ús de Robert S. Hartman's de la paraula en l'article "la ciència del valor".

### Conceptes similars
És utilitzat principalment en l'ètica però el contepte s'utilitza també en la filosofia, amb termes que en essència poden referir-se al mateix concepte.
- Com a "importància fonamental" que és el que té a veure amb un ésser sensible a fi de consitutir una filosofia de vida.
- És sinònim de sentit de la vida, ja que això pot ser expressat com el que és important o valuós en la vida. No obstant això, el significa de la vida és més vague, amb altres usos.[2]
- Summum bonum és bàsicament, el seu equivalent en la filosofia medieval.

El valor intrínsec és fortament lligat a la finalitat de la vida, ja que l'objectiu és en general augmentar el valor intrínsec.

## Filosofies de la vida i el valor intrínsec
Aquesta és una taula que intenta resumir el principal valor intrínsec de les diferents filosofies de la vida i altres punts de vista, encara que pot haver-hi una gran diversitat dintre d'ells:
| Filosofia de vida i altres puts de vista      | Principal valor intrínsec                                            |
| --------------------------------------------- | -------------------------------------------------------------------- |
| Nihilisme                                     | Cap                                                                  |
| Humanisme                                     | Floriment humà                                                       |
| Hedonisme                                     | Plaer                                                                |
| Eudemonisme                                   | Felicitat                                                            |
| Utilitarisme                                  | Utilitat (encara que això és sovint sinònim de plaer o de felicitat) |
| Deontologisme racional                        | Virtut o deure                                                       |
| Eudemonisme racional, o Deontologisme templat | Combinació de la virtut i la felicitat                               |
| Vuit                                          | No posseeix identitat essencial o permanent.                         |
| Ètica situacional                             | Amor                                                                 |

### Fi
En la filosofia i l'ètica, un fi és l'objectiu últim d'una sèrie de passos. Per exemple, segons Aristòtil al final de tot el que fem és la felicitat. Es posa en contrast amb un mitjà, que és una cosa que l'ajuda a aconseguir aquest objectiu. Per exemple, els diners o el poder es pot dir que són un mitjà per al fi de la felicitat, no obstant això, alguns objectes poden ser els fins i mitjans, al mateix temps.

### Conceptes similars
Final és més o menys similar, i sovint s'utilitza com a sinònim, pels següents conceptes:
- Propòsit o finalitat: en el seu sentit més general, el resultat anticipat que guia l'acció.
- Meta o objectiu: consisteix en un estat de "coses" projectat que una persona o un sistema de plans o intencions intenta aconseguir o portar a terme.